# کنفدراسیون کارگران ترکیه در اروپا
کنفدراسیون کارگران ترکیه در اروپا (زبان ترکی استانبولی: «Avrupa Türkiye'li İşçiler Konfederasyonu ATİK») سندیکا کارگر مهاجر اروپایی است.

## تاریخچه

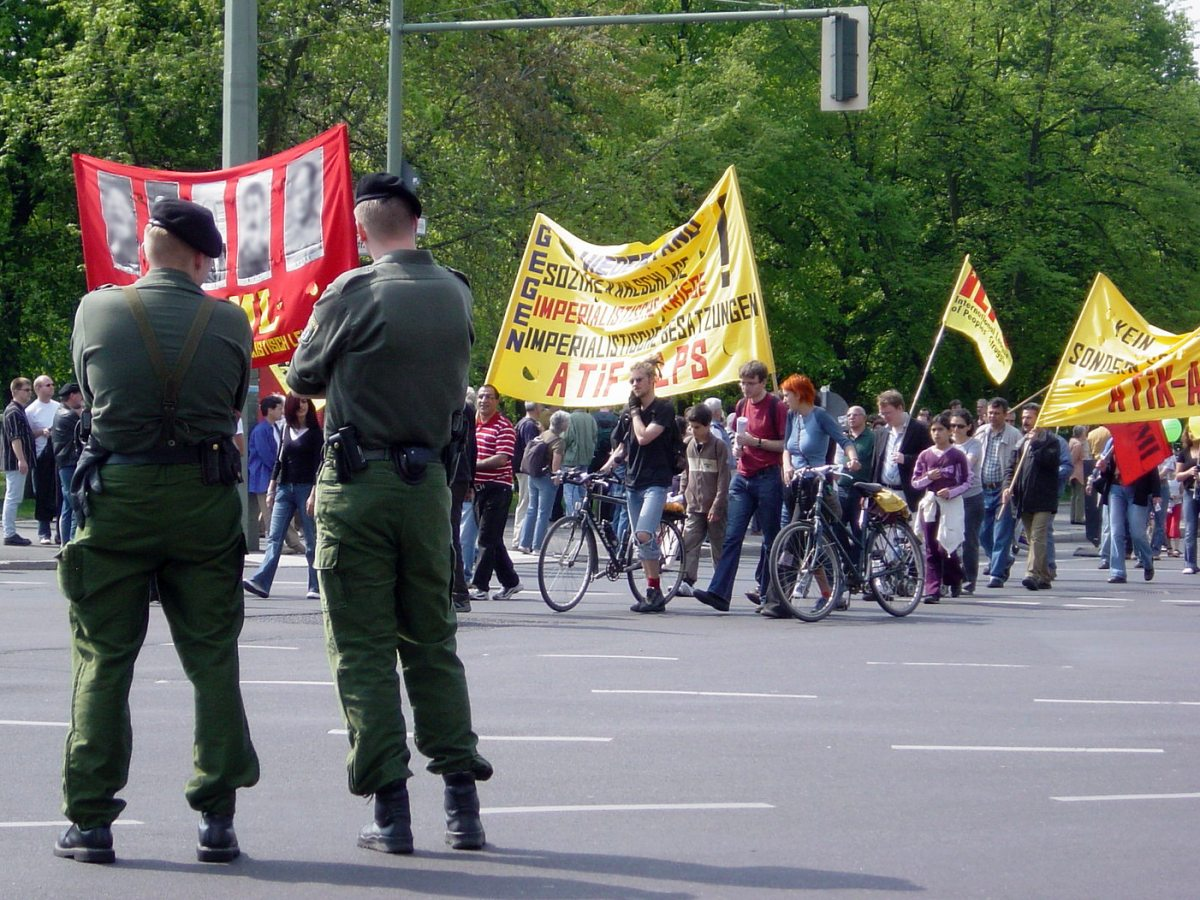
کنفدراسیون کارگران ترکیه و جوانان دموکراتیک در اروپا در برلین(۲۰۰۵)

ATİK در سال ۱۹۸۶ تأسیس شد. ابتدا در آلمان تحت نام ATIF فعالیتش را آغاز کرد.

## سرکوب
در تاریخ ۱۵ آوریل ۲۰۱۵ در آلمان، یونان، فرانسه و سوئیس فعالان ATIK دستگیر و متهم به عضویت در TKP/ML - سازمان انقلابی غیرقانونی شدند.

## سازمان
- یلماز گونس مدیریت ATİK از سال ۲۰۱۱ را عهده‌دار است.[۶]
- جوانان دموکراتیک (ترکی: Yeni Demokratik Gençlik یا YDG) سازمان جوانان ATİK است.
- زنان جدید (ترکی: یینی کادین) - سازمان حقوق زنان مربوط به ATİK است

## بخش‌های منطقه ای
- فدراسیون کارگران ترکیه در آلمان (ترکی: Almanya Türkiyeli İşçiler Federasyonu یا ATIF)
- فدراسیون کارگران و جوانان ترکیه در اتریش (ترکی: Avusturya Türkiyeli İşçi Gençlik Federasyonu یا ATIGF)
- فدراسیون کارگران ترکیه در هلند (ترکی: هولندا Türkiyeli İşçiler Federasyonu یا HTIF)
- فدراسیون کارگران ترکیه در سوئیس (ترکی: İsviçre Türkiyeli İşçiler Federasyonu یا ITIF)
- کمیته فرانسه (ترکی: فرانسوا کمیته)
- کمیته انگلستان (ترکی: İngiltere Komitesi)
- کمیته یونان (ترکی: یونانیان کمیته)